# Gołębik grenadyjski
Gołębik grenadyjski (Leptotila wellsi) – gatunek średniej wielkości ptaka z rodziny gołębiowatych (Columbidae), podrodziny gołębi. Endemiczny dla wyspy Grenada leżącej w Małych Antylach. Krytycznie zagrożony wyginięciem.
Występowanie
Zasięg występowania wynosi 8 km² na wyspie Grenada. W przeszłości szerzej rozprzestrzeniony na wybrzeżach wyspy. Obecnie najliczniejszy w Mount Hartman Bay (na południu wyspy) oraz okolicach miejscowości Brizan (na zachodzie wyspy). Środowisko życia stanowią zadrzewienia z krzewami, często ciernistymi.
Morfologia
Długość ciała wynosi 26 cm, w tym ogona 82 mm i dzioba 16 mm. Skrzydło mierzy 124 mm. Dziób ciemnoszary. Wierzch głowy jasnoszary. Grzbiet, skrzydła i sterówki ciemne, szarobrązowe. Broda, boki, część brzucha i pokrywy podogonowe białe. Pierś jasna, brązowawa. Nogi i stopy czerwone.
Zachowanie
Żywi się nasionami zbieranymi z ziemi, w odchodach znaleziono nasiona roślin z rodzaju Bourreria (ogórecznikowate). Okres lęgowy przypada na porę deszczową. Wszystkie znalezione gniazda mieściły się na drzewach. Przeprowadzono tylko jedną obserwację lęgu, opisaną w 1991 roku. Gniazdo mieściło się na palmie 4 metry nad ziemią. 27 stycznia znaleziono jaja. 13 lutego obserwowano pisklęta, mające najwyżej tydzień. Posiadały pióra jedynie na brzuchu i nie były w stanie stać. 16 lutego w gnieździe nadal były młode, jednak 4 dni później było opuszczone.
Status, zagrożenia
Według IUCN gołębik grenadyjski klasyfikowany jest jako krytycznie zagrożony wyginięciem (CR – Critically Endangered) nieprzerwanie od 1994 roku. Populacja wynosi około 110 dorosłych osobników. Zagrożenie stanowi utrata środowiska – wycinanie lasów do produkcji węgla drzewnego oraz celem uzyskania miejsca na plantacje. Możliwe, że koty i mangusty potrafiące wspinać się na drzewa są drapieżnikami Leptotila wellsi. Zagrożenie stanowią też nawiedzające wyspę huragany.